# Riverstick
Riverstick är en ort i republiken Irland.   Den ligger i grevskapet County Cork och provinsen Munster, i den södra delen av landet, 230 km sydväst om huvudstaden Dublin. Riverstick ligger 42 meter över havet och antalet invånare är 592.
Terrängen runt Riverstick är platt. Runt Riverstick är det ganska glesbefolkat, med 29 invånare per kvadratkilometer. Närmaste större samhälle är Cork, 13,5 km norr om Riverstick. Trakten runt Riverstick består i huvudsak av gräsmarker.